# VRSA
VRSA (ang. vancomycin-resistant Staphylococcus aureus, czyli Staphylococcus aureus oporny na wankomycynę) – nazwa szczepu gronkowca złocistego niewrażliwego na działanie antybiotyku wankomycyny. Ze względu na postępujący wzrost oporności gronkowca złocistego na metycylinę, wankomycyna jest najczęściej stosowanym lekiem w zakażeniach tymi bakteriami, szczególnie wobec szczepów MRSA. Pojawienie się VRSA oznacza, że leczenie zakażeń gronkowcem może się stać w przyszłości dużo trudniejsze.
Obecnie oporność na wankomycynę zdarza się rzadko. Szczepy VRSA mogą być także oporne na meropenem oraz imipenem, antybiotyki działające na szczepy MRSA. Lekami ostatniego rzutu są chinuprystyna-dalfoprystyna i linezolid.